# Sufjan Stevens

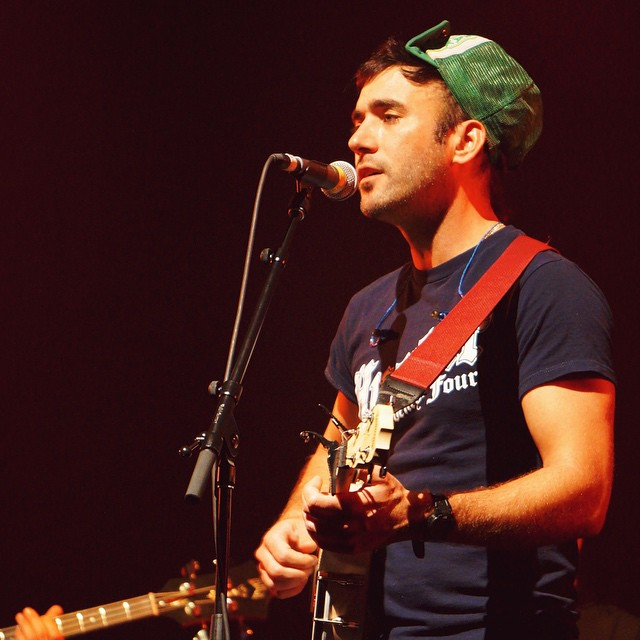
Sufjan Stevens (2015)

Sufjan Stevens (* 1. Juli 1975 in Detroit, Michigan) ist ein US-amerikanischer Singer-Songwriter und Multiinstrumentalist in New York. Unter anderem spielt er Gitarre, Banjo, Klavier, Orgel, Bass, Oboe, Saxophon, Querflöte, Akkordeon und Schlagzeug.

## Leben
Seine Musik ist im Folk- und Independent-Genre anzusiedeln. Stevens kreierte für die beiden US-Bundesstaaten Michigan und Illinois jeweils ein eigenes Album (Greetings from Michigan und Come On Feel the Illinoise!). Unklarheit herrscht über den Wahrheitswert der weitverbreiteten Meldung, dass er auch für die restlichen Staaten der USA eigene Alben aufnehmen werde. Es finden sich sowohl bestätigende als auch dementierende Interviewaussagen, oft in einem selbstironischen Zusammenhang.
Während sich sein Erstling A Sun Came noch überwiegend in den Bereichen Folk, Indie- und Gitarrenrock bewegte, experimentierte er auf dem Instrumental-Album Enjoy Your Rabbit mit elektronischen Klängen und Elementen Neuer Musik. Mit den folgenden Alben fand Stevens zu einem eigenwilligen Stil, der Folk- und Rock-Elemente mit komplex arrangierten Orchestrierungen, mehrstimmigen Chören und der vertrackten Rhythmik des Art Rock verbindet.
Im Jahr 2005 erhielt Sufjan Stevens den New Pantheon Award (auch Shortlist Music Prize) für sein Album Illinois und konnte sich dabei gegen nominierte Interpreten wie Arcade Fire, Kings of Leon, Antony & The Johnsons, Bloc Party und The Decemberists durchsetzen.
Die Songs Chicago und No Man’s Land von den Alben Come On Feel the Illinoise! und The Avalanche wurden im Jahr 2006 für den Independent-Film Little Miss Sunshine verwendet.
Außerdem wurde sein Song For the Widows in Paradise, For the Fatherless in Ypsilanti für die Fernsehserie O.C., California bei der Beerdigung Johnnys verwendet. Weiterhin ist sein Song John Wayne Gacy, Jr. in der 3. Staffel der Serie Nip/Tuck – Schönheit hat ihren Preis zu hören.
The perpetual self, or „What would Saul Alinsky do“ vom Album The Avalanche erlangte im Jahr 2010 Berühmtheit als Titel für den Trailer des Films Babies. Unter den Bezeichnungen s/s/s und Sisyphus produzierte Sufjan Stevens gemeinsam mit Son Lux und Serengeti 2012 die EP Beak & Claw und 2014 das Album Sisyphus.
Das siebte Studioalbum Carrie & Lowell, welches 2015 erschien, erhielt hervorragende Kritiken und wurde von vielen Kritikern als Sufjans beste Arbeit bezeichnet. Unter anderem wurde es als eines der besten Alben des Jahres angesehen. Auf Carrie & Lowell thematisierte Stevens seine schwierige Kindheit und den Tod seiner Mutter.
Für den Titel Mystery of Love aus dem Film Call Me by Your Name war Stevens 2018 für den Oscar nominiert. Ende Juni 2018 wurde Stevens ein Mitglied der Academy of Motion Picture Arts and Sciences.
2020 veröffentlichte Stevens das Album The Ascension; seine Musik war vielschichtiger und komplexer als seine letzten Alben. Auf diesem besonders elektronischen Album bezog die Musik ihre Spannung aus den Kontrasten zwischen der entrückten Stimme von Stevens und den klöppelnden Drumpattern. Außerdem nahm Stevens in diesem Jahr mit seinem Stiefvater Lowell Brams das Album Aporia auf, das von New-Age-Synthesizern geprägt ist und sich in der Nähe einer hauntologischen Klangästhetik bewegt.
2023 gab Stevens im September bekannt, am Guillain-Barré-Syndrom erkrankt zu sein, das bei ihm zu Lähmungserscheinungen geführt hatte. Zwei Wochen lang wurde er in einem Krankenhaus behandelt.
Im Oktober erschien das zuvor aufgenommene Album Javelin, das er seinem im April des Jahres verstorbenen Lebensgefährten Evans Richardson widmete. Hier kehrte er zu seinen Folkwurzeln zurück und zeigte emotionale Höhen und Tiefen, wobei persönliche Essays im Album darauf hindeuten, dass Stevens möglicherweise seinen Glauben verliert, insbesondere in Bezug auf seine Heimat, die Vereinigten Staaten.

## Diskografie

### Alben
| Jahr | Titel                   | Höchstplatzierung, Gesamtwochen, AuszeichnungChartplatzierungen (Jahr, Titel, Platzierungen, Wochen, Auszeichnungen, Anmerkungen) | Höchstplatzierung, Gesamtwochen, AuszeichnungChartplatzierungen (Jahr, Titel, Platzierungen, Wochen, Auszeichnungen, Anmerkungen) | Höchstplatzierung, Gesamtwochen, AuszeichnungChartplatzierungen (Jahr, Titel, Platzierungen, Wochen, Auszeichnungen, Anmerkungen) | Höchstplatzierung, Gesamtwochen, AuszeichnungChartplatzierungen (Jahr, Titel, Platzierungen, Wochen, Auszeichnungen, Anmerkungen) | Höchstplatzierung, Gesamtwochen, AuszeichnungChartplatzierungen (Jahr, Titel, Platzierungen, Wochen, Auszeichnungen, Anmerkungen) | Anmerkungen |
| Jahr | Titel                   | DE | AT | CH | UK | US | Anmerkungen |
| ---- | ----------------------- | --- | --- | --- | --- | --- | --- |
| 1999 | A Sun Came              | — | — | — | — | — | |
| 2001 | Enjoy Your Rabbit       | — | — | — | — | — | |
| 2003 | Michigan                | — | — | — | — | — | Erstveröffentlichung: 1. Juli 2003 auch Greetings from Michigan: The Great Lake State                                               |
| 2004 | Seven Swans             | — | — | — | — | — | |
| 2005 | Illinois                | — | — | — | UK— GoldUK | US121 Gold · (8 Wo.)US | Erstveröffentlichung: 4. Juli 2005 auch Come on Feel the Illinoise!                                                                 |
| 2006 | The Avalanche           | — | — | — | UK84 (1 Wo.)UK | US71 (2 Wo.)US | Erstveröffentlichung: 11. Juli 2006 Outtakes aus Illinois                                                                           |
| 2006 | Songs for Christmas     | — | — | — | — | US122 (3 Wo.)US | Erstveröffentlichung: 21. November 2006 Weihnachtsalbum (5 EPs)                                                                     |
| 2009 | The BQE                 | — | — | — | — | US171 (1 Wo.)US | Erstveröffentlichung: 20. Oktober 2009 Soundtrack: The Brooklyn-Queens Expressway                                                   |
| 2010 | The Age of Adz          | DE73 (1 Wo.)DE | — | CH48 (2 Wo.)CH | UK30 (2 Wo.)UK | US7 (6 Wo.)US | Erstveröffentlichung: 12. Oktober 2010                                                                                              |
| 2010 | All Delighted People EP | — | — | — | — | US27 (4 Wo.)US | Erstveröffentlichung: 20. August 2010                                                                                               |
| 2012 | Silver & Gold           | — | — | — | — | US70 (1 Wo.)US | Erstveröffentlichung: 13. November 2012 Weihnachtsalbum (5 EPs)                                                                     |
| 2015 | Carrie & Lowell         | DE51 (4 Wo.)DE | AT68 (1 Wo.)AT | CH29 (3 Wo.)CH | UK6 Gold · (7 Wo.)UK | US10 Gold · (8 Wo.)US | Erstveröffentlichung: 31. März 2015                                                                                                 |
| 2017 | Carrie & Lowell Live    | — | — | — | — | — | Erstveröffentlichung: 28. April 2017 Livealbum                                                                                      |
| 2017 | Planetarium             | DE82 (1 Wo.)DE | — | CH60 (1 Wo.)CH | UK92 (1 Wo.)UK | US104 (1 Wo.)US | Erstveröffentlichung: 9. Juni 2017 mit Nico Muhly, Bryce Dessner & James McAlister                                                  |
| 2017 | The Greatest Gift       | — | — | — | — | — | Outtakes aus Carrie & Lowell |
| 2019 | The Decalogue           | — | — | — | — | — | Erstveröffentlichung: 18. Oktober 2019 Soundtrack, mit Timo Andres                                                                  |
| 2020 | Aporia                  | — | — | — | — | — | Erstveröffentlichung: 24. März 2020 mit Lowell Brams                                                                                |
| 2020 | The Ascension           | DE26 (1 Wo.)DE | — | CH44 (2 Wo.)CH | UK35 (1 Wo.)UK | US90 (2 Wo.)US | |
| 2021 | Convocations            | — | — | — | — | — | Erstveröffentlichung: 6. Mai 2021 Fünfachalbum mit den Abschnitten Meditation, Lamentation, Revelation, Celebration und Incantation |
| 2021 | A Beginner’s Mind       | DE45 (1 Wo.)DE | — | CH77 (2 Wo.)CH | UK91 (1 Wo.)UK | US115 (1 Wo.)US | Erstveröffentlichung: 24. September 2021 mit Angelo De Augustine                                                                    |
| 2023 | Javelin                 | DE15 (2 Wo.)DE | AT33 (1 Wo.)AT | CH15 (2 Wo.)CH | UK7 (1 Wo.)UK | US30 (1 Wo.)US | Erstveröffentlichung: 6. Oktober 2023                                                                                               |

### EPs
- 2010: All Delighted People EP
- 2012: Hit & Run Vol. 1 (mit Rosie Thomas)

### Singles
- 2004: The Dress Looks Nice on You
- 2009: I Went Dancing with My Sister
- 2010: I Walked
- 2010: Too Much
- 2014: A Little Lost
- 2015: No Shade in the Shadow of the Cross
- 2015: Should Have Known Better (US: Gold)
- 2015: Carrie & Lowell
- 2015: Exploding Whale
- 2015: Blue Bucket of Gold (Remix)
- 2015: Fourth of July (UK: Gold, US: Platin)
- 2016: Chicago (Demo) (US: Gold)
- 2017: Saturn
- 2017: Wallowa Lake Monster
- 2017: John My Beloved (iPhone Demo)
- 2017: Blue Bucket of Gold (Live)
- 2017: Mystery of Love (UK: Silber, US: Platin)
- 2017: Tonya Harding
- 2019: Love Yourself / With My Whole Heart
- 2020: America
- 2020: Video Game
- 2020: Sugar
- 2021: Meditation V
- 2021: Lamentation II
- 2021: Revelation II
- 2021: Celebration VIII
- 2021: Incantation VIII

## Auszeichnungen für Musikverkäufe
| Goldene Schallplatte - Dänemark - 2023: für das Album Carrie & Lowell - 2023: für die Single Mystery of Love - Polen - 2024: für das Lied Visions of Gideon - Spanien - 2024: für die Single Mystery of Love | Platin-Schallplatte - Frankreich - 2024: für die Single Mystery of Love - Polen - 2023: für die Single Mystery of Love |

Anmerkung: Auszeichnungen in Ländern aus den Charttabellen bzw. Chartboxen sind in ebendiesen zu finden.
| Land/RegionAuszeichnungen für Musikverkäufe (Land/Region, Auszeichnungen, Verkäufe, Quellen) | Silber  | Gold       | Platin     | Verkäufe  | Quellen             |
| -------------------------------------------------------------------------------------------- | ------- | ---------- | ---------- | --------- | ------------------- |
| Dänemark (IFPI)                                                                              | —       | 2× Gold2   | —          | 55.000    | ifpi.dk             |
| Frankreich (SNEP)                                                                            | —       | —          | Platin1    | 200.000   | snepmusique.com     |
| Polen (ZPAV)                                                                                 | —       | Gold1      | Platin1    | 75.000    | olis.pl             |
| Spanien (Promusicae)                                                                         | —       | Gold1      | —          | 30.000    | elportaldemusica.es |
| Vereinigte Staaten (RIAA)                                                                    | —       | 4× Gold4   | 2× Platin2 | 4.000.000 | riaa.com            |
| Vereinigtes Königreich (BPI)                                                                 | Silber1 | 3× Gold3   | —          | 800.000   | bpi.co.uk           |
| Insgesamt                                                                                    | Silber1 | 11× Gold11 | 4× Platin4 |           |                     |